# Catholic Reaction Force

La Catholic Reaction Force (CRF, français : Force de réaction catholique) est un groupe armé actif pendant le conflit nord-irlandais. Il semble avoir été un prête-nom utilisé par les organisations paramilitaires républicaines (en particulier l'INLA et la PIRA) pour menacer les civils protestants.
La première action est une fusillade le 20 novembre 1983 dans une église pentecôtiste à Darkley dans le comté d'Armagh, tuant trois civils et en blessant sept.
Certains, tel Gerry Kelly du Sinn Féin, considèrent que la CRF est un prête-nom pour les loyalistes qui tenteraient d'accroitre les tensions communautaires.
La CRF déclara un cessez-le-feu le 28 octobre 1994.